# جائزة سان مارينو الكبرى للدراجات النارية 2011
جائزة سان مارينو الكبرى للدراجات النارية 2011 هو سباق دراجات نارية أقيم بتاريخ 4 سبتمبر 2011 في حلبة ميزانو الدولية. كان الجولة الثالثة عشر من أصل 18 في سباق الجائزة الكبرى للدراجات النارية موسم 2011. فاز خورخي لورنزو بفئة الموتو جي بي بينما جاء داني بيدروسا في المركز الثاني وحصل على المركز الثالث كيسي ستونر. فاز بفئة الموتو 2 الإسباني مارك ماركيث.

## وصلات خارجية
- الموقع الرسمي